# Jyllands-Posten
Morgenavisen Jyllands-Posten (deutsch: Morgenzeitung Jütlands-Post) mit Hauptsitz am  Hafen von Aarhus ist die größte dänische Tageszeitung mit einer durchschnittlichen Auflage von 104.000 Exemplaren pro Tag (1. Halbjahr 2011). Seit 2003 wird das Blatt von der Aktiengesellschaft JP/Politikens Hus herausgegeben, die auch die Tageszeitungen Politiken und Ekstra Bladet publiziert. 2005 erhielt die Zeitung durch Mohammed-Karikaturen weltweite Aufmerksamkeit.

## Blattlinie
Jyllands-Posten gilt als wirtschaftsliberal bis konservativ. Flemming Rose, Herausgeber des Kulturteils, widersprach dieser Sichtweise und hob die liberale Linie von Jyllands-Posten hervor („liberal in the European sense of the word“). Chefredakteur Jørn Mikkelsen präzisiert die liberale Grundhaltung: „eine freiheitsorientierte Lebensanschauung, ein tolerantes und humanitäres Menschenbild und ein demokratisches und sozial verantwortliches Gesellschaftssystem“. Im  Karikaturenstreit ab 2005 unterstrich die Zeitung ihre Rolle als Vorkämpferin für die Meinungs- und Gewissensfreiheit. In diesem Sinne druckt die Redaktion auch Leserbriefe ab, die in scharfem Ton europaskeptisch, einwanderungsfeindlich oder nationalkonservativ formuliert sind.
Der Süddeutschen Zeitung zufolge gab Jyllands-Posten seit den 1990er Jahren der dänischen Politik „publizistischen Begleitschutz auf […] [dem] Weg in eine rechts-konservative Gesellschaft“.
Mit ihrer historischen Verankerung im Landesteil Jütland leiht die Zeitung auch der dänischen Provinz eine Stimme, die sich nicht selten im Konflikt mit dem einflussreichen Zentrum des Landes, der Hauptstadt Kopenhagen, wähnt. Das Blatt stellt sich zum Beispiel gegen die traditionell tolerante Haltung der Hauptstadteliten in gesellschaftspolitischen Fragen. An der 68er-Bewegung und ihren Auswirkungen reibt man sich gern. 2003 lehnte es die Zeitung ab, Jesuskarikaturen abzudrucken, da sich die Leserschaft beleidigt fühlen könnte. Beispielhaft für diese Ausrichtung ist die Auseinandersetzung um das alternative Wohnprojekt Christiania, das von der sozialdemokratisch dominierten Stadt Kopenhagen lange Zeit toleriert wurde, während das Blatt und rechtspopulistische und konservative Politiker gegen dieses Projekt polemisierten.

## Geschichte

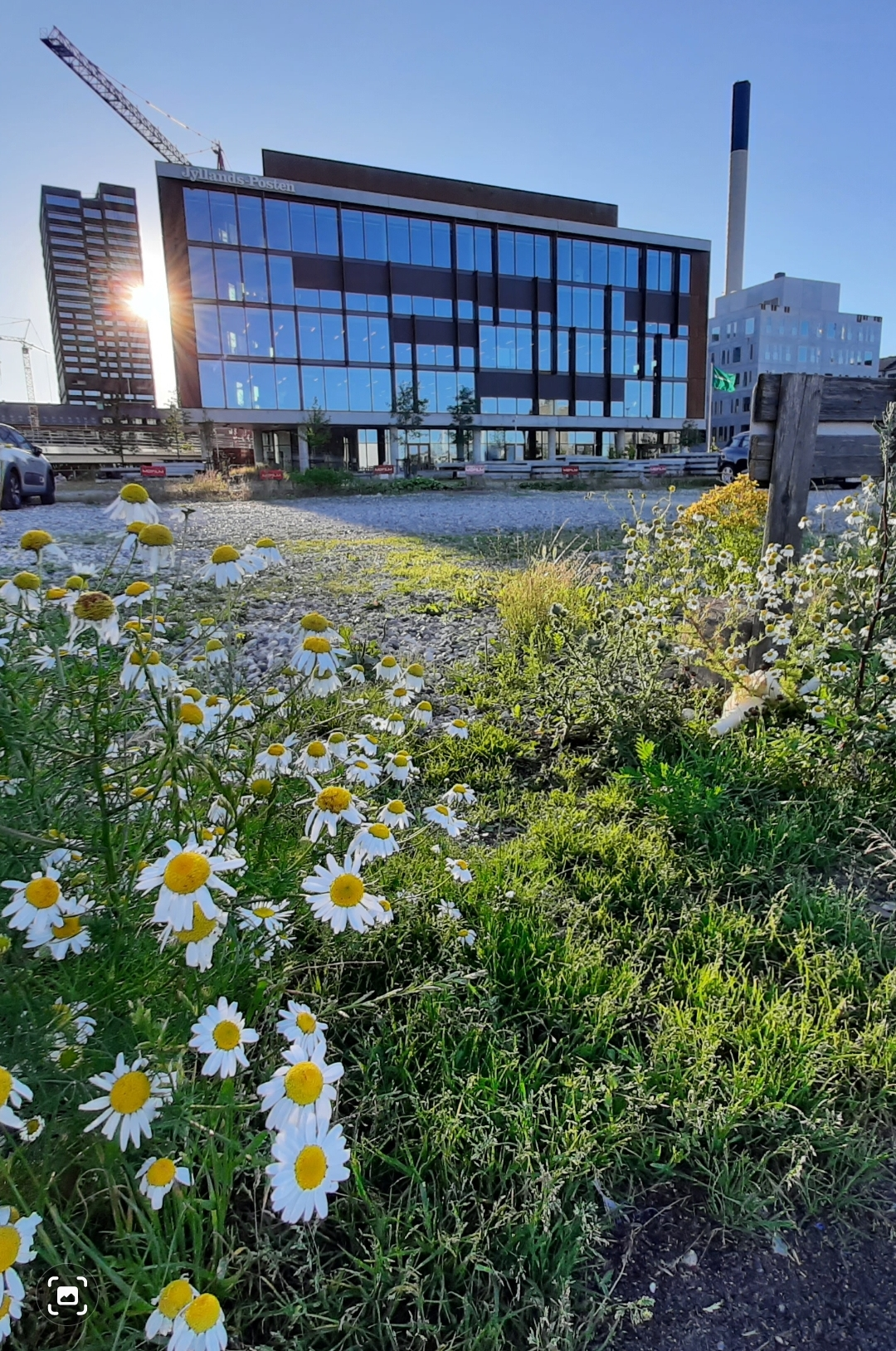
Der Hauptsitz von Jyllands-Posten am Hafen von Aarhus im Sommer 2022.

Jyllands-Posten wurde am 2. Oktober 1871 als Zeitung mit bürgerlicher Prägung gegründet, die den gesamten jütischen Markt bedienen sollte. In ihrer Ausrichtung verhielt sie sich kritisch gegenüber der liberalen Partei Venstre und wandte sich gegen politische und kulturelle Københavneri, das heißt gegen das Kopenhagen-favorisierende Gehabe (der Hauptstädter) auf Kosten des restlichen Landes. Das Blatt tendierte ab 1877 zu einer konservativen Linie und begann unter Søren Wittrup Nielsens als Chefredakteur (1895–1927) eine ablehnende Haltung gegenüber dem Sozialliberalismus einzunehmen.
Während des Ersten Weltkriegs entfaltete sich der subjektive Blickwinkel in antideutschen Tendenzen und es wurde eine dänische Wiedervereinigung mit dem gesamten Landesteil Schleswigs propagiert.
Die Zeitung unterstützte in den 1920er und 1930er Jahren die Konservative Volkspartei. In dieser Phase waren rassistische Untertöne und antisemitische Aussagen nicht selten. Der italienische Faschismus und Hitlers Aufstieg in Deutschland fanden den Beifall von Auslandskorrespondenten und Leitartikelschreibern. Zu diesem Milieu zählten etwa die Mitarbeiter Hans Jørgen Hansen, Lasse Egebjerg und der dänische Pastor und Schriftsteller Kaj Munk.
Am Vorabend des Zweiten Weltkriegs nahm Jyllands-Posten Abstand zu Nazideutschland, indem es sich für eine Stärkung der dänischen Verteidigung aussprach, während die dänische Gesinnung in Südschleswig unterstützt wurde. Die Sowjetunion und ein Weltkommunismus wurden in dieser Zeit stark kritisiert, die Gefahren eines deutschen Eroberungskrieges hingegen nicht in seinen Ausmaßen erkannt. Im Gegensatz zu den führenden Zeitungen der Hauptstadt wandte sich Jyllands-Posten gegen den 1939 unterzeichneten Nichtangriffspakt zwischen der Regierung Dänemarks und dem Deutschen Reich.
Auch wenn sich Jyllands-Posten 1938 zur unabhängigen, bürgerlichen Zeitung erklärte und sich von den dänischen Konservativen löste, blieb sie Vorsprecher für einen politischen und wirtschaftlichen Liberalismus. Gleichzeitig vertrat das seit 1932 größte Provinzblatt Dänemarks jütische Interessen, die auch die spätere Umgestaltung zur landesweiten Zeitung überdauerten, wenn auch in geringerem Maße.
Ab den 1960er Jahren expandierte das Unternehmen, das Ende des Jahrzehnts auch den Markt in der Hauptstadtregion eroberte. Durch eine Namensänderung in Morgenavisen Jyllands-Posten 1969 und die Ausweitung der Redaktionen auf etliche Regionen des Landes wurde die Expansion manifestiert. Zur gleichen Zeit erfolgte ein Zeitungskrieg im heimatlichen Århus gegen die konkurrierende Århus Stiftstidende, indem Jyllands-Posten Lokalausgaben für einzelne Stadtbezirke herausgab. Erst 1976 endete der Konflikt, indem ein Vergleich geschlossen wurde und sich Jyllands-Posten gegenüber der letzten verbliebenen Lokalzeitung der Stadt zurückzog.
Die Einführung moderner Druckverfahren mittels Fotosatz führten ab 1973 zu einzelnen Arbeitsniederlegungen und gipfelten 1977 in einem dreiwöchigen Streik. Die Auseinandersetzung war einerseits ein Solidaritätsstreik für die Typografen der Kopenhagener Berlingske; auf der anderen Seite befürchtete das technische Personal, selbst Entlassungen hinnehmen zu müssen. Zwischen den Konfliktparteien wurden schließlich einzelne Abkommen ausgehandelt, von dem eines vorsah, dass sich die Jyllands-Posten aus dem dänischen Arbeitgeberverband (Dansk Arbejdsgiverforening) abmeldete.
Zu den auflagenstärksten seriösen Zeitungen Dänemarks, Berlingske und Politiken, schloss Jyllands-Posten Ende der 1980er Jahre auf und überholte sie im Kampf um Marktanteile Anfang der 1990er Jahre. 1995–1996 wurden auch die Boulevardblätter B.T. und Ekstra Bladet eingeholt und Jyllands-Posten nimmt seither eine Spitzenposition auf dem dänischen Zeitungsmarkt ein.
2012 wurde der Jyllands Posten Fonds Mitbegründer des Europäischen Pressepreises (European Press Prize).
Der Hauptsitz des Verlages wurde 2020 von Viby an den Hafen von Aarhus verlegt.

### Mohammed-Karikaturen
Im September 2005 veröffentlichte das Blatt zwölf Karikaturen unter dem Titel Das Gesicht Mohammeds (dänisch: Muhammeds ansigt). Diese stellten Mohammed unter anderem mit einer Bombe als Turban dar. Weil die Abbildung von Mohammed im Islam nicht erlaubt ist, wurde gegen diese Karikaturen demonstriert und von den Demonstranten teils eine Bestrafung der Zeitung und der Karikaturisten gefordert. Dies lehnte unter anderem die dänische Regierung mit der Begründung der geltenden Presse- und Meinungsfreiheit ab. Durch weitere Veröffentlichungen der Karikaturen in europäischen Zeitungen entwickelte sich daraus eine internationale diplomatische Krise zwischen der EU und einer Reihe von Staaten, in denen die Bevölkerungsmehrheit muslimisch ist, insbesondere arabischen Ländern und der Islamischen Republik Iran. In einigen muslimischen Ländern wurde der Boykott dänischer Produkte gefordert, bei Demonstrationen wurden dänische Flaggen verbrannt und Botschaften gestürmt.
Im Jahr 2008 veröffentlichte die Zeitung erneut Mohammed-Karikaturen. Der verantwortliche Feuilletonchef der Zeitung Flemming Rose sah die Aktion im Rahmen eines „täglichen globalen Kampfes für die freie Meinungsäußerung“.
Seit der in Dänemark so bezeichneten „Mohammed-Krise“ wurden die Redaktion der Jyllands-Posten am damaligen  Sitz in Viby  sowie einzelne Journalisten ein erklärtes Anschlagsziel von muslimischen Extremisten. Das Redaktionsgebäude wurde seit der Krise stark gesichert. Es gab mehrere vereitelte Anschlagsversuche, darunter einen Briefbombenanschlag.
Der indische Politiker und Minister für die muslimische Minderheit in Uttar Pradesh, Haji Yakub Qureshi, setzte am 17. Februar 2006 im Anschluss an das islamische Freitagsgebet in Meerut ein Kopfgeld von knapp 10 Millionen Euro für die Enthauptung eines der dänischen Zeichner der Mohammed-Karikaturen aus.
Mehrere dänische Journalisten sehen Parallelen zwischen den Anschlagsversuchen auf die Jyllands-Posten sowie andere dänische Zeitungen und dem Anschlag auf Charlie Hebdo im Januar 2015.

## Chefredakteure
- 1972–1974: Ole Bernt Henriksen[17]
- 1976–1984: Laust Jensen[18]
- 1985–1990: Asger Nørgaard Larsen[19]
- 1992: Jørgen Schleimann[20]
- 1993–2003: Jørgen Ejbøl[21]
- 2003–2008: Carsten Juste[22]
- 2008–2016: Jørn Mikkelsen[23]
- 2016–2023: Jacob Nybroe[24]
- 2024– : Marchen Neel Gjertsen[25]

## Arbeitsstipendium Berlin
Der Jyllands-Postens Fonds unterhält eine Stipendiatenwohnung im Zentrum von Berlin. Dänische bildende Künstler und Schriftsteller können sich um einen einmonatigen Arbeitsaufenthalt bewerben. Reisekosten werden bezuschusst.